# Roystonea
A Roystonea az egyszikűek (Liliopsida) közé tartozó pálmafélék (Arecaceae) családjának egy nemzetsége.

## Elterjedése
A nemzetség fajai a Karib-térségben honosak. Olyan hely, ahol egynél több faj is, előfordul csak kettő van: ezek Jamaica kettő, Kuba pedig öt őshonos fajjal.

## Fajok
- Roystonea altissima (Mill.) H.E.Moore
- Roystonea borinquena O.F.Cook
- Roystonea dunlapiana P.H.Allen
- Roystonea lenis León
- Roystonea maisiana (L.H.Bailey) Zona
- Roystonea oleracea (Jacq.) O.F.Cook
- †Roystonea palaea Poinar – (fosszilis, miocén)
- Roystonea princeps (Becc.) Burret
- Roystonea regia (Kunth) O.F.Cook – királypálma
- Roystonea stellata León
- Roystonea violacea León